# Kallavesi
Kallavesi är en sjö i Finland. Den ligger i kommunerna Siilinjärvi, Leppävirta och Kuopio i landskapet Norra Savolax, i den centrala delen av landet, 300 km nordost om huvudstaden Helsingfors. Kallavesi ligger 81,8 meter över havet. Den är 75 meter djup. Arean är 478,1 kvadratkilometer och strandlinjen är 1 699,27 kilometer lång. Den är en av sjöarna i storsjön Iso-Kalla. På en udde i sjön ligger staden Kuopio. Kallavesi  ingår i Vuoksens huvudavrinningsområde.  Genom udden Kuopionniemi delas sjön i två delar, som förenas genom det fyra kilometer breda Toivalansalmi sund.
Trakten ingår i den boreala klimatzonen. Årsmedeltemperaturen i trakten är 1 °C. Den varmaste månaden är augusti, då medeltemperaturen är 16 °C, och den kallaste är januari, med −15 °C.